# Galilea (Baleares)
Galilea es una localidad española del municipio de Puigpuñent (Baleares), entre los pueblos de Puigpuñent (NE) y Capdellá (SW), limitando con los términos municipales de Estellenchs y Calviá. La única carretera de acceso al pueblo es la Ma-1041 a 18 km de Palma de Mallorca, 4 km de Puigpuñent, 7 km de Capdellá, 11 km de Calviá y 13 km de Peguera. Galilea está situado a 402 m de altitud en la Sierra de Tramontana, cuenta con una población de 318 habitantes (2011) y una delegación del Ayuntamiento de Puigpuñent.

## Historia

### Época talayótica y época romana
De esta época se tienen pocos datos, cerca de Galilea, se encuentra la cueva de Salvador donde, según fuentes orales, se encontraron, en una de las salas, enterramientos de inhumación y restos cerámicos talayóticos y romanos.

### Edad Media, época islámica
Forma parte del juz’ d’Al-Ahwâz (Palma de Mallorca).
La tribu que habitaba la zona eran los Gumâra.
En los alrededores se situaban varios núcleos islámicos :
Albussa, ahora Son Cortei ;
Arratxa, ahora Es Ratxo ;
el Palmer, ahora Son Net y
Benifatxo, ahora Son Martí.
Conquistada por las tropas cristianas, junto a toda la sierra de Tramuntana, en el año 1231.

### Edad Media, época cristiana
Reparto de Mallorca : 
En el “Llibre del repartiment de Mallorca” (1232) forma parte de la porción que pertenece a Berenguer de Palou, obispo de Barcelona.
Desde 1323 hasta 1811 toda esta zona se integra en la baronía del Pariatge. 
Hasta  finales del siglo XVI Son Cortei (antes Albussa) se extendía por todo el territorio que más o menos ocupa hoy día, además de la montaña donde se asienta el núcleo de Galilea, es decir, desde Sa Mola hasta Sa Roteta. De hecho, en esta época la ladera de la montaña donde nacerá Galilea se denominaba la Mola d'en Cortei. Hasta 1555 Son Cortei tenía un rafal agregado (hoy en día Son Perdiu). En este año, Bartomeu Cortei dividió la heredad en dos partes: el rafal quedó en manos de su hijo segundo, también llamado Bartomeu, mientras que la finca mayor (Son Cortei) pasó al primogénito Jordi. Bartomeu dejó en herencia el rafal a su hijo Gabriel el 17 de agosto de 1586. Será éste quien, a partir de 1595, inició un proceso de establecimiento de su propiedad que generó diversas piezas de tierra, las cuales en 1685 sumaban ya 21, la base del actual núcleo urbano. En 1769 ya sumaban 80. 
Sobre el origen del topónimo, otorgado en esta época, no se tiene evidencia documental. La tradición oral apunta que la misma familia Cortei decidió que Sa Mola se llamase Galilea, por su gran semejanza con la región palestina, aunque la tesis más verosímil es que recibiera un nombre bíblico tal y como era usual en la misma época con los nuevos núcleos o asentamientos en Mallorca (por ejemplo, Betlem, etc.).

### SiglosXVIIIyXIX

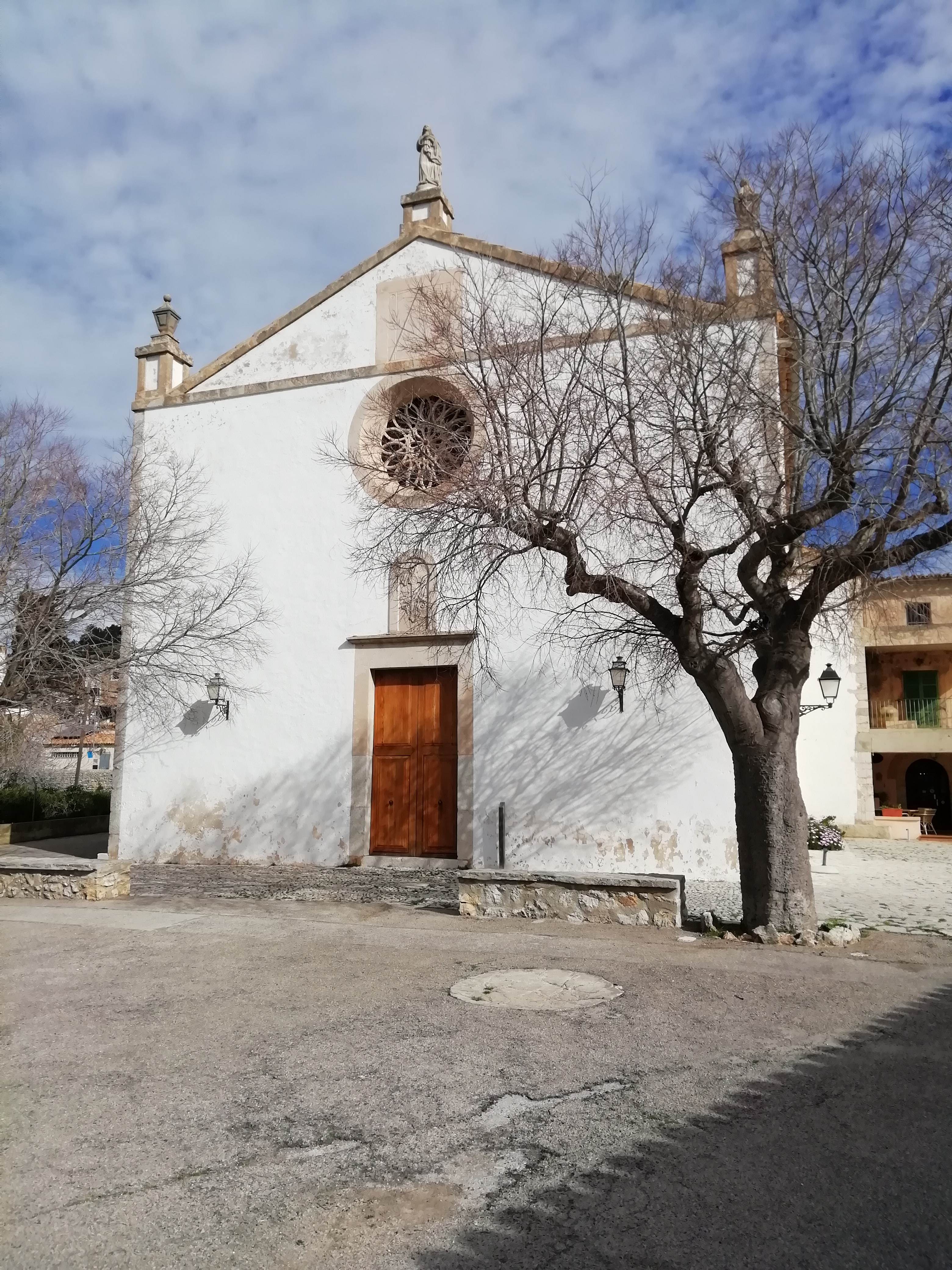
Iglesia de Galilea

En el año 1788 se decide construir una iglesia, ya que hasta la fecha los habitantes de Galilea bajaban hasta la parroquia de Puigpuñent para oír misa. Las gestiones fueron realizadas por Mn. Pedro Rubio, Obispo de Mallorca, después de su visita a Galilea, promovidas por Antoni Barceló i Pont de la Terra, Teniente General de la Armada Real y propietario de Conques y por su hijo, Onofre Barceló, Canónigo de la Catedral de Palma.
No es hasta el 3 de diciembre de 1806 que se coloca la primera piedra de la iglesia y empieza la construcción. Su gran promotor, Antoni Barceló i Pont de la Terra, murió antes de verla construida y se encargó su hijo.
Cuatro años más tarde, el 2 de febrero de 1810, se bendice la iglesia y se celebra la primera misa.
La iglesia fue erigida vicaría in capite bajo la advocación de la Inmaculada Concepción, dependiendo de la parroquia de Puigpuñent.
Dos años más tarde, en 1812, se acaban la vicaría y el cementerio, situados junto al templo. 
A mediados del siglo XIX, la agricultura es la base de la economía. Está basada en los cultivos de almendros, olivos y algarrobos. También hay grandes actividades de explotación de los recursos del bosque, como la recolección de leña, la recogida de hojas de palmito, la producción de carbón vegetal, la fabricación de cuerdas y la práctica del contrabando.

1893, se abre el primer convento
El 15 de septiembre, se establecen las monjas de la congregación Hermanas del Amparo Terciarias de San Agustín, llamadas agustinas, para servir a los enfermos. Viven en las casas de can Patata, cedidas por Tomeu de sa Mola, dedicado al contrabando, la casa era un antiguo café y Can Creixenci. Las fundadoras son Sor Arcángela Bisquerra, Sor Germana Gelabert y Sor Mariana Fiol. Siete años más tarde, en 1900, compraron la casa de Can Furfuga, mudándose cuatro años más tarde. Las agustinas sirvieron a este pueblo con su parvulario hasta 1950.

### SigloXX
Esta aldea, pese a ser un núcleo pequeño, no es ajena a los cambios que proporcionará este siglo. Las niñas ya pueden ir a la escuela en la calle Es Clapers en Ca Sa Mestra, transcurre el año 1908.
Con la llegada de la electricidad en 1924 Galilea entra en la modernidad. Pocos años antes dejaron de funcionar dos edificios “industriales” que proveían al pueblo: la casa de nieve (1917) y el molino de viento harinero de Can Soler (1920).
1927 es un año que marca la historia: desaparece la banda de música “Sa Música de Galilea” (creada en 1893) después de la muerte de uno de sus miembros el 26 de enero, el joven Joan Martorell Bonet, hijo del director. Su entierro fue el último acto en que participó toda la banda. 
Entrada la segunda república, en 1931, se realiza una importante inversión de rehabilitación y mantenimiento de la red viaria. Se acondiciona el camino principal (calle Mayor) y se instala en el pozo público de la fuente de Es Òbits la bomba de extracción manual. Pero, un terrible hecho histórico que nunca se debería haber producido, la Guerra Civil (1936), tiñe este caserío de dolor. En Galilea la represión de la Falange fue más fuerte que en Puigpuñent y murieron asesinados dos galileos y otros dos resultaron heridos, cuando eran trasladados en camión por el camino de Capdellá. La casa del Quarter se convierte en Cuartel de la Falange, siendo abandonado después de la guerra.
Aires de Paz y “Aires regionals”
Regresa la paz y la tranquilidad y ya, en 1940, se crea la agrupación folclórica “Aires Regionals”, formada por 38 miembros. Diez años más tarde, el 21 de febrero de 1950, realiza su primera actuación en el salón de Can Macià y el 29 de mayo de 1951 obtiene el premio Meritissimus en 3r grado del II Certamen Internacional de Folclore celebrado en la plaza de toros de Palma. La agrupación bailará y animará el pueblo hasta 1954.
Visita la Virgen de Lluc, Patrona de Mallorca (1949)
El 26 de abril, la imagen de la Virgen de Lluc llega al pueblo, los vecinos se trasladaron hasta el Penyal Tallat para recibirla de manos de los vecinos de Capdellá. En Galilea no había, aquel año, vicario y se encargaron de recibirla el párroco de Puigpuñent y algunos vicarios que habían servido al pueblo con anterioridad. Llevaron la imagen en procesión hasta la iglesia donde pasó la noche acompañada en todo momento por los jóvenes, las monjas y los vecinos. Al día siguiente desfiló en procesión por todas las calles, presentándola a todos los enfermos e impedidos. De noche volvió a quedarse en la iglesia acompañada por los jóvenes y las monjas. Durante la noche, los jóvenes, cuando las monjas dormían, la sacaron en una procesión extra que no estaba programada. Al día siguiente, a las 10’30 h se celebró la misa solemne y concelebrada y se volvió a pasear en procesión por las calles hasta que, por la tarde del día 28, fue entregada a los vecinos de Puigpuñent en el "coll del Molí de Vent". Días antes de esta honorable visita, los vecinos se encargaron de adornar todas las calles del pueblo.
Un personaje en la Galilea del siglo XX, "Sa Mestra"
Francesca Arbona Pocoví fue la maestra, "Sa Mestra", durante muchos años, educando a muchas generaciones de este lugar, hasts su jubilación en el año 1970. En 1964 recibió la Orden Civil “Encomienda de Alfonso X el Sabio, categoría Lazo” y en 1972 fue nombrada hija adoptiva del municipio.
20 años después, recuperamos a las monjas (1970)
Catalina Alcover, religiosa del Sagrado Corazón de Jesús, adquirió para la congregación Ca Sa Mestra y fundó una casa de colonias para grupos del colegio del Sagrado Corazón de Palma y del de Santa Magdalena Sofía, que ella también había fundado en el barrio de Son Cotoner de Palma. Pero no es hasta el año 1977 cuando se establecen las religiosas del Sagrado Corazón, como comunidad, atendiendo la demanda creciente del servicio de colonias para niños y jóvenes, formando una comunidad de 5 religiosas: Catalina Sampol, Margalida Colom, Asunció Amigo, Isabel Capaces y Pilar Zaforteza.
La vicaría ya es parroquia y Galilea se va transformando 
En 1972 el Obispado de Mallorca erigió la vicaría in capite dependiente de Puigpuñent, que había sido hasta ese momento, en parroquia.
Galilea pierde actividad social y crece en actividad municipal.
En 1979, se suprime la actividad docente y los niños y niñas deben acudir a Puigpuñent por lo que se dispone de un autobús escolar y en 1989 cierra la pensión Eolo, establecimiento emblemático que se había convertido en un símbolo de atracción para el pueblo.
La década de los 80 y 90 suponen una serie de mejoras a nivel de infraestructuras municipales: edificio polivalente, unidad sanitaria, campo de deportes.
El fuego tiñe el pueblo, un final trágico al siglo XX
8 de agosto de 1999, un gran incendio forestal quema los alrededores del pueblo y se introduce en algunos lugares quemando cultivos, jardines i rodeando casas. El incendio empieza en la finca de Galatzó y quema unas 150 ha. Se da por extinguido al cabo de dos días. La fortuna se apropia este día del pueblo y Galilea no quema en el incendio más peligroso que se ha vivido en Mallorca.

### SigloXXI
El mes de julio de 2001, el Ayuntamiento firma el convenio de cooperación técnica con el Consejo Insular de Mallorca para realizar el proyecto de canalización del aguas potable y las aguas residuales del pueblo. La obra de infraestructura más importante de la historia de esta localidad que se inicia el 2004 y, además, incluye el entierro de la red eléctrica, la telefonía y el alumbrado público, subvencionado por la Consejería de Turismo. El 11 de septiembre de 2008, el Consejero de Medio Ambiente, acompañado por el alcalde y el director general de Recursos Hídricos, inauguró el servicio de abastecimiento de agua potable y saneamiento que se extiende más de 4 km entre Puigpuñent y la zona de Es Rafal en Galilea con un coste de 634.360 €. Siete años de proyectos y obras para que el 2008 Galilea cuente con una red moderna de agua potable y residual sostenible con el medio ambiente.